# Hermann Tabel
Hermann Tabel (mort à Londres en 1738) est un facteur de clavecins venu des Pays-Bas et établi en Angleterre.
On dispose de très peu d'informations certaines sur cet artisan, qui semblait bénéficier dans les années 1720-1730 d'une réputation flatteuse.

## Biographie
Selon une tradition sujette à caution, Tabel aurait appris son métier à Anvers auprès des derniers facteurs de la famille Couchet. Il serait ainsi un intermédiaire entre la tradition flamande de facture instrumentale et celle de l'Angleterre. Il est surtout important pour avoir formé les deux facteurs, également venus du continent, qui allaient dominer et pratiquement monopoliser la facture de clavecins en Angleterre pendant toute la suite du XVIIIe siècle : Burkat Shudi et Jacob Kirkman.
Tabel serait arrivé à Londres vers 1700. En 1716-1717, il demeure dans Oxendon Street. En 1723, il envisage de se retirer, sans toutefois donner suite. Burkat Shudi a probablement été son apprenti pendant cette période, mais est établi de façon autonome au plus tard en 1729. C'est après que Jacob Kirkman devient son collaborateur. En 1733, un journal londonien nous apprend que malgré la rumeur, Tabel n'est pas mort et réside dans Swallow Street. Il décède en 1738, et Jacob Kirkman épouse sa veuve Susanna Virgoe dès la même année, d'une façon précipitée rapportée par Charles Burney (demande en mariage et mariage le jour même, un mois après le décès de Tabel).
Hermann Tabel a été marié deux fois : il avait deux filles, probablement de Susanna, Gertrud et Catherine qui en 1738 vivaient à Amsterdam, peut-être chez son frère  Barnard Tabel. 
On ne sait pas combien d'instruments il a pu construire ; quelques archives de ventes en conservent le souvenir, par exemple en 1793 chez Christie's. 
Un clavecin datant de 1721 (numéroté 43), lui est attribué de façon douteuse ; il est fort semblable au premier instrument que l'on connaît de son apprenti Burkat Shudi, qui est daté de 1729. La caisse est plaquée de noyer. Il possède deux claviers, étendue de 5 octaves, Fa à Fa, disposé 2 x 8', 1 x 4' avec jeu de luth et porte l'inscription « Hermanus Tabel fecit Londini 1721 ».

## Sources
1. (en) Raymond Russell, The harpsichord and clavichord : an introductory study, Londres, Faber and Faber, 1959, 208+96, pp. 77-79
2. (en) Frank Hubbard, Three centuries of harpsichord making, Cambridge, Massachusetts, Harvard University Press, 1967, 373+41 (ISBN 0-674-88845-6), pp. 157-158
3. (en) Donald H. Boalch, Makers of the harpsichord and clavichord 1440-1840, Oxford, Oxford University Press, 1974, 2e éd. (1re éd. 1956), 225 p. (ISBN 0-19-816123-9), pp. 174-175
4. (en) Edwin Ripin, Howard Schott, John Barnes, Grant O'Brien, William Dowd, Denzil Wraight, Howard Ferguson et John Caldwell, Early keyboard instruments, New York, W. W. Norton & C°, coll. « The New Grove Musical Instruments Series », 1989, 3e éd., 313 p. (ISBN 0-393-30515-5), pp. 63-65, 265
5. (en) Edward L. Kottick, A history of the harpsichord, Bloomington, Indiana University Press, 2003, 1re éd., 557 p. (ISBN 0-253-34166-3, lire en ligne), pp. 358-359
6. (en) William Dale, Tschudi, the Harpsichord Maker, Charleston, SC, Bibliolife, 2010 (1re éd. 1913), 130 p. (ISBN 978-1-117-93531-7), pp.21-27